# Dictyoarthrinopsis costaricensis
Dictyoarthrinopsis costaricensis är en svampart som beskrevs av Bat. & Cif. 1958. Dictyoarthrinopsis costaricensis ingår i släktet Dictyoarthrinopsis, divisionen sporsäcksvampar och riket svampar.   Inga underarter finns listade i Catalogue of Life.